# Zísis Soúlios
Zísis Soúlios (grec moderne : Ζήσης Σούλιος), né le 13 septembre 1996 à Trikala, est un coureur cycliste grec. Il participe à des compétitions sur route et sur piste.

## Palmarès sur route

### Par années
- 2012
  -  Champion de Grèce sur route cadets
  - 2e du championnat de Grèce du contre-la-montre cadets
- 2014
  -  Champion de Grèce du contre-la-montre juniors
- 2016
  - 3e du championnat de Grèce du contre-la-montre espoirs
- 2018
  - 3e du championnat de Grèce du contre-la-montre espoirs

### Classements mondiaux
| Année           | 2016   | 2017   |
| --------------- | ------ | ------ |
| UCI Europe Tour | 1 584e | 1 052e |

## Palmarès sur piste

### Championnats d'Europe
- Anadia 2013
  -  Médaillé de bronze du scratch juniors

### Championnats nationaux
- 2015
  -  Champion de Grèce de poursuite par équipes (avec Panagiótis Karavinákis, Vasílios Simantirákis et Geórgios Boúglas)
  -  Champion de Grèce de l'américaine (avec Geórgios Boúglas)
  - 3e du championnat de Grèce de course aux points
- 2016
  - 2e du championnat de Grèce de l'omnium
- 2018
  - 3e du championnat de Grèce du scratch
- 2020
  -  Champion de Grèce de poursuite par équipes (avec Chrístos Volikákis, Antónios Spanópoulos et Oréstis Ráptis)
  - 3e du championnat de Grèce de poursuite
- 2021
  -  Champion de Grèce de l'omnium
  -  Champion de Grèce de la course à élimination
  -  Champion de Grèce de poursuite par équipes (avec Chrístos Volikákis, Charálampos Kastrantás et Aimilianós Kassídis)
  -  Champion de Grèce de l'américaine (avec Charálampos Kastrantás)
  - 2e du championnat de Grèce de course aux points
  - 2e du championnat de Grèce du scratch
- 2022
  - 2e du championnat de Grèce de la course à l'élimination
  - 2e du championnat de Grèce du scratch
- 2023
  -  Champion de Grèce de l'omnium
  -  Champion de Grèce de la course à élimination
  -  Champion de Grèce du scratch
  - 2e du championnat de Grèce de poursuite par équipes
- 2024[3]
  -  Champion de Grèce de la course à élimination
  -  Champion de Grèce de l'omnium
  -  Champion de Grèce de la course aux points
  - 2e du championnat de Grèce du scratch